# یواس‌اس مکدوناگ (دی‌دی-۹)
یواس‌اس مکدوناگ (دی‌دی-۹) (به انگلیسی: USS Macdonough (DD-9)) یک کشتی بود که طول آن ۲۴۶ فوت ۳ اینچ (۷۵٫۰۶ متر) بود. این کشتی در سال ۱۹۰۰ ساخته شد.